# Onychognathus
Onychognathus är ett fågelsläkte i familjen starar inom ordningen tättingar. Släktet omfattar elva arter med utbredning i Afrika söder om Sahara samt Arabiska halvön:
- Smalnäbbad glansstare (O. tenuirostris)
- Blekvingad glansstare (O. nabouroup)
- Rödvingad glansstare (O. morio)
- Tjocknäbbad glansstare (O. neumanni)
- Brunvingad glansstare (O. fulgidus)
- Kortstjärtad glansstare (O. walleri)
- Vitnäbbad glansstare (O. albirostris)
- Sinaiglansstare (O. tristramii)
- Hjälmglansstare (O. salvadorii)
- Somaliaglansstare (O. blythii)
- Sokotraglansstare (O. frater)

Arterna i släktet är inte nära släkt med glansstararna i Lamprotornis.